# Bavius
Bavius, tout comme son collègue Maevius, était un critique célèbre à l’époque d’Auguste, qui dépréciait et attaquait les talents de poètes supérieurs. En particulier, l’un comme l’autre attaquèrent le travail de Virgile et d’Horace. Virgile répondit à Maevius dans son Églogue :
« Qui Bauium non odit, amet tua carmina, Maeui, Atque idem iungat uulpes et mulgeat, hircos. » (1)

Virgile affirme avec ironie qu'un amateur de la poésie de Bavius doit l'être aussi de celle de Maevius et qu'admirer l'un et l'autre n'est pas moins impossible que d'atteler des renards et de traire des boucs…
Horace pour sa part parlera dans son Épode 10 du « olentem Mevium » (sous-entendu Maevius sent mauvais).
Bavius et Maevius sont également cités dans l'œuvre d'Alexander Pope La Dunciade.
(1). "Que celui qui ne hait point Bavius aime tes vers, ô Maevius! qu'il s'en aille atteler des renards et traire des boucs!" Virgile, Églogue III.